# Piper kawakamii
Piper kawakamii är en pepparväxtart som beskrevs av Bunzo Hayata. Piper kawakamii ingår i släktet Piper och familjen pepparväxter. Inga underarter finns listade i Catalogue of Life.